# Instituto Ferial de Vigo
El IFEVI (acrónimo de Instituto Ferial de Vigo) es un complejo multifuncional localizado en Vigo (España), utilizado para todo tipo de celebraciones; conciertos, eventos deportivos, ferias internacionales, nacionales o locales, competiciones, conferencias, convenciones, etcétera.

## Descripción

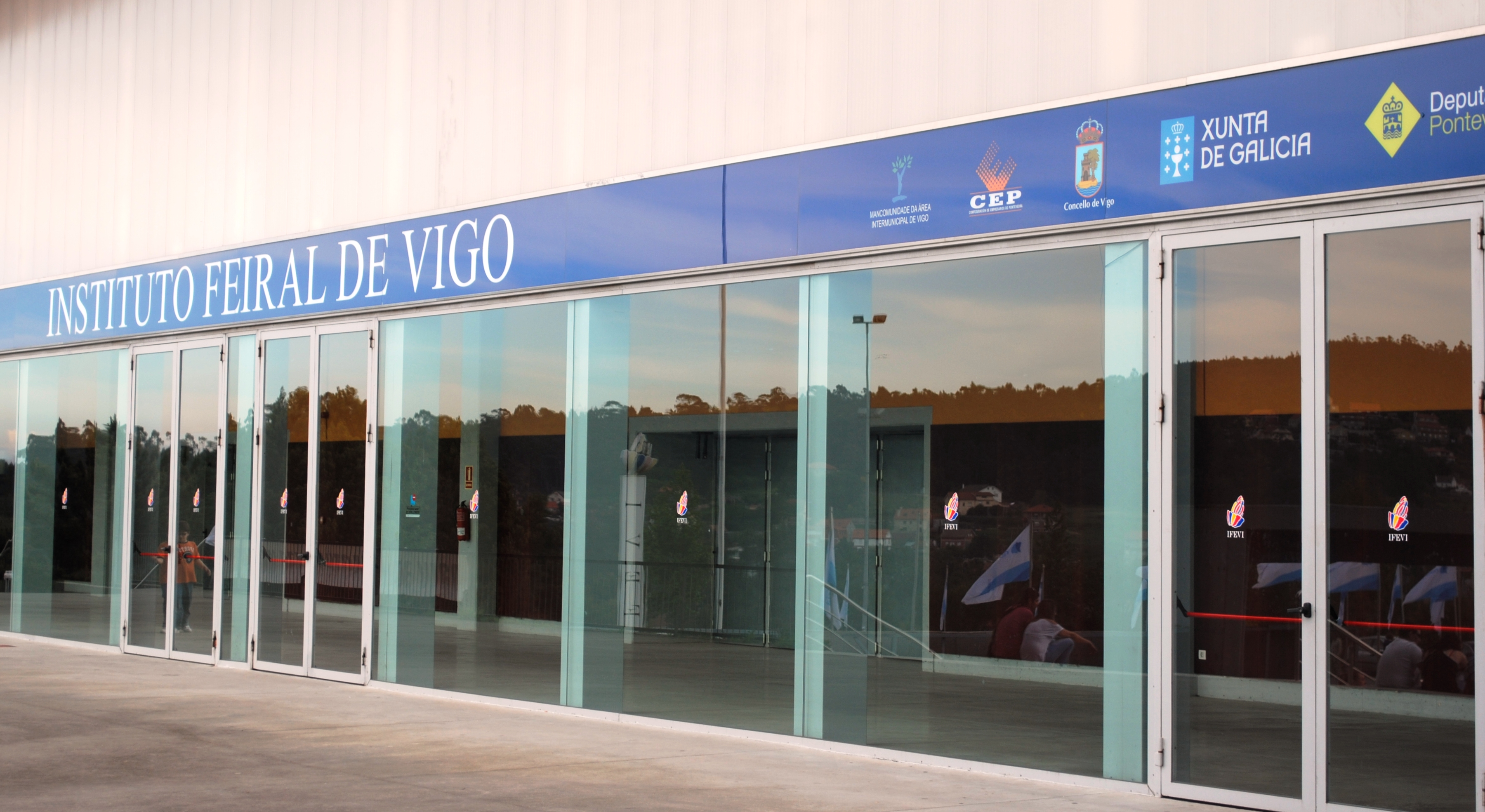
Uno de los accesos al Instituto Ferial de Vigo.

En la actualidad el IFEVI está controlado por un consorcio conformado por la Consejería de Economía e Industria de la Junta de Galicia, el Ayuntamiento de Vigo, la Confederación de Empresarios de Pontevedra, la  Diputación de Pontevedra, la Cámara Oficial de Comercio, Industria y Navegación de Pontevedra, Vigo y Villagarcía de Arosa y la Mancomunidad del Área Intermunicipal de Vigo.
En los eventos habitualmente organizados por el IFEVI se dan cita empresas españolas y extranjeras para generar relaciones comerciales, multiplicar sus contactos y presentar sus respectivas novedades.

## Recinto y accesos
El IFEVI cuenta con 38 000 m² cubiertos para exposiciones distribuidos en cuatro pabellones, un centro de convenciones, así como espacios y equipamientos necesarios para el óptimo desarrollo de las actividades que en él se desarrollan, como por ejemplo área de reuniones, sala de juntas, restaurantes y 1 461 plazas de aparcamiento.
El recinto ferial de IFEVI se halla al este del término municipal, en la parroquia de Cabral, junto al Aeropuerto de Peinador, situado apenas a 300 metros del mismo y unidos por una pasarela peatonal. También dispone de una salida directa desde la Autopista de Atlántico (AP9).

## Eventos

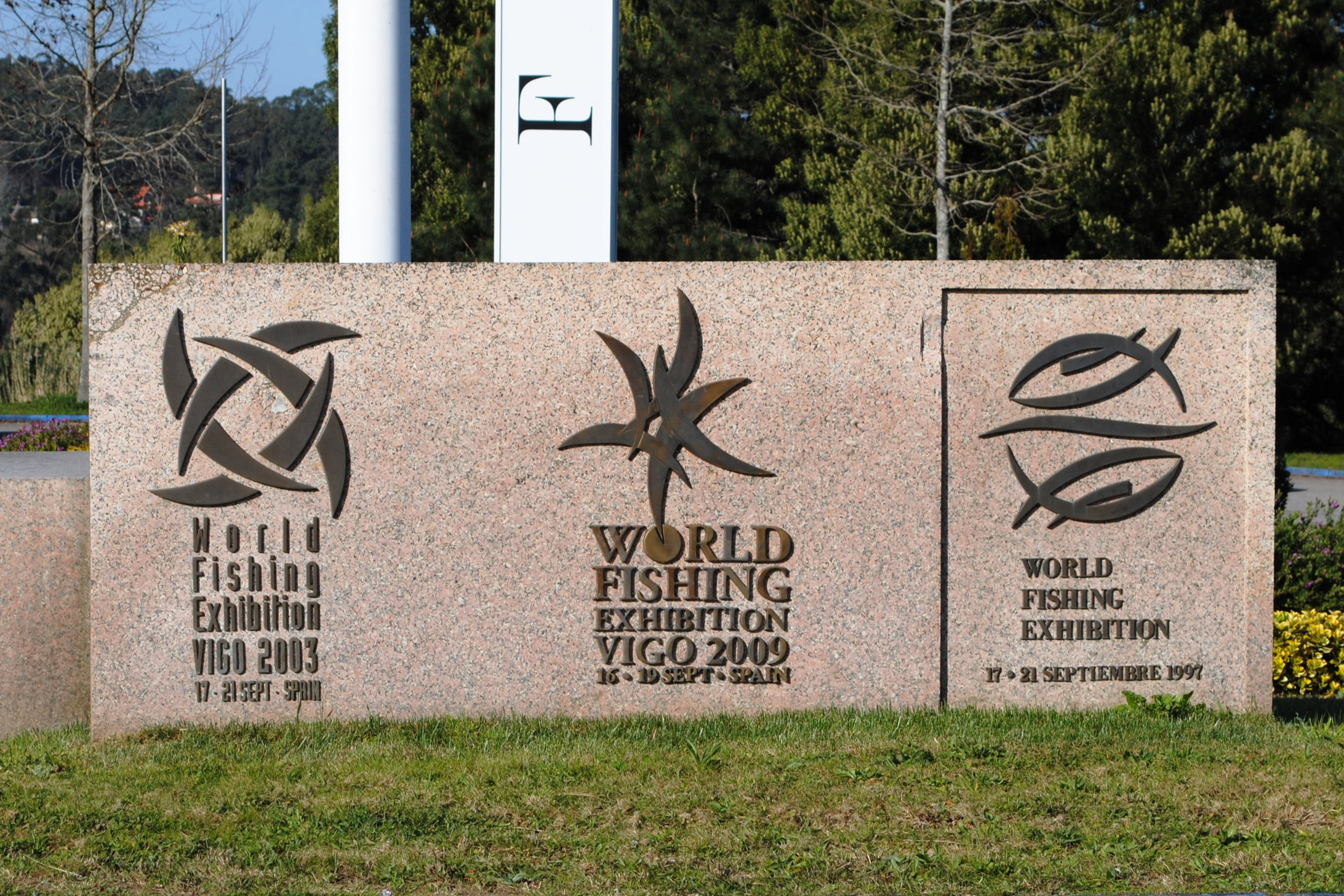
Placa conmemorativa de las diferentes celebraciones en el recinto de la World Fishing Exhibition.

Los principales eventos que se celebran en el IFEVI son:
- Certamen de rondallas de Vigo: Certamen musical organizado por el Ayuntamiento de Vigo en el que participan diversas rondallas de la ciudad y de los municipios de su área metropolitana.[5]

- Conxemar: Feria internacional de productos del mar congelados.[6]

- Mindtech: Feria del sector industrial.[7]

- MotorOcasión: Salón del vehículo usado y de ocasión.[8]

- Navalia: Feria internacional del sector naval.[9]

- Salón del Automóvil de Vigo: Feria dedicada a la exposición comercial de vehículos.[10]

- Salón Retro Galicia de vehículos clásicos: Salón monográfico sobre vehículos y motocicletas clásicos.[11]

- SICO, Salón del Interiorismo y la Construcción: Feria empresarial del sector de la construcción.

- Stonegal: Feria empresarial del sector de la piedra natural.[12]

- Vegana.gal: La mayor feria vegana y sostenible de Europa.

- World Fishing Exhibition: Feria empresarial del sector pesquero que se celebró periódicamente en Vigo de 1973 a 2009.[13]

### Otros eventos
Cabe destacar que en IFEVI también se reúnen unas extraordinarias condiciones técnicas y acústicas, es por ello que habitualmente se suelen realizar conciertos en sus instalaciones, algunos de los artistas más destacados que han actuado en el recinto son: Bob Dylan, Carlos Baute, Dani Martín, Edurne, Extremoduro, Fito y Fitipaldis, God Save the Queen, Joan Manuel Serrat, Joaquín Sabina, Lenny Kravitz, Luis Fonsi, Melendi, Quevedo, Pablo Alborán o R.E.M.

## Vacunación contra la COVID-19
Durante los años 2021 y 2022 el recinto ferial fue utilizado por el SERGAS como el centro de referencia del área sanitaria de Vigo para la vacunación masiva contra el COVID-19.